# Princess Caraboo
Princess Caraboo är en amerikansk dramakomedifilm från 1994 i regi av Michael Austin. Filmen är baserad på den verkliga 1800-talskaraktären Princess Caraboos (Mary Baker, 1791-1864) liv, som presenterade sig i det brittiska samhället som en exotisk prinsessa och som i filmen porträtteras av Phoebe Cates.

## Rollista i urval
- Phoebe Cates - Princess Caraboo
- Jim Broadbent - Mr. Worrall
- Wendy Hughes - Mrs. Worrall
- Kevin Kline - Frixos
- John Lithgow - Professor Wilkinson
- Stephen Rea - Gutch
- Peter Eyre - Lord Apthorpe
- Jacqueline Pearce - Lady Apthorpe
- John Wells - Pastor Wells
- John Lynch - Amon McCarthy
- John Sessions - Prinsregenten
- Arkie Whiteley - Betty
- Jerry Hall - Lady Motley
- Anna Chancellor - Mrs. Peake